# Камбер (легендарний король)
Камбер − в працях Джеффрі Монмутського король-засновник королівства Камбрія (тобто Уельс), епонім Уельсу.

## У працях Джеффрі
Камбер був другим сином Брута та Інногени. Після смерті батька йому була передана Камбрія, тоді як його молодший брат Альбанакт отримав Альбу (територію, що відповідає сучасній Шотландії; від валлійського Yr Alban), а його старший брат Локрин отримав Логрію (Англія, за винятком Корнуоллу; від валлійського Lloegr) та титул короля бриттів. Коли до Альби вдерся, вбивши Альбанакта, король гунів Гамбер, Камбер разом із Локрином розбили Гамбера.

## У пізніших текстах

Вигаданий герб Камбера

В Хроніці Адама з Аска Овайн Гліндур твердить, що від Камбера походили валлійські королі аж до Кадвалладра Благословенного. Себе Овайн теж проголошував нащадком Камбера.
Інколи Камбер згадувався в валлійській поезії XIII-XVI ст., коли творили так звані Поети благородних. Наприклад, Льюїс Глін Коті порівнював валлійського дворянина Груффудда ап Ніколаса з Камбером.
Камбер неодноразово зринає в валлійських родоводах. Починаючи з манускрипту Mostyn MS. 117 вибудовується фіктивна генеалогія нащадків Камбера, яка набуває остаточних обрисів у трактаті XVII ст. «Книга Баглана». Твердиться, що в Камбера було двоє синів: Горбоніан, який став герцогом Корнуоллу та головним губернатором Кембрійської землі, та Албон, правитель Північного Уельсу, Евіаса та Уртчінгфілда. Від Горбоніона походять герцог Хенвін, чоловік Регав, доньки короля Ліра, та король Дунвало Молмутський, який об’єднав Британію після Війни П’яти Королів; нащадком останнього оголошено Генріха VII. Від Албона ж буцімто походять Бран Благословенний та його нащадок Евдаф Хен, чия донька Елен одружилася з Максеном Вледигом. У цій книзі також наведено фіктивний герб Камбера: «2 леви, що стоять на ногах, зелені».